# Nastri d'argento 2010
Els Nastri d'argento 2010 foren la 65a edició de l'entrega dels premis Nastro d'Argento (Cinta de plata) que va tenir lloc el 19 de juny de 2010 al teatre grecoromà de Taormina. a la inauguració del Taormina Film Fest. Fou presentada per Alessandra Martines. Les candidatures foren fetes públiques el 27 de maig de 2010 a Villa Medici, seu de l'Académie de France a Roma. Foren escollides 31 pel·lícules sobre les 79 estrenades entre l'1 de maig de 2009 i el 30 d'abril de 2010. Les pel·lícules amb més nominacions (deu) foren Mine vaganti, La nostra vita i La prima cosa bella.

## Guanyadors

### Millor director
- Paolo Virzì - La prima cosa bella
- Francesca Comencini - Lo spazio bianco
- Giorgio Diritti - L'uomo che verrà
- Daniele Luchetti - La nostra vita
- Ferzan Özpetek - Mine vaganti

### Millor director novell
- Valerio Mieli - Dieci inverni ex aequo Rocco Papaleo - Basilicata coast to coast
- Giuseppe Capotondi - La doppia ora
- Susanna Nicchiarelli - Cosmonauta
- Claudio Noce - Good morning, Aman

### Millor pel·lícula de comèdia
- Mine vaganti, dirigida per Ferzan Özpetek
- Cado dalle nubi, dirigida per Gennaro Nunziante
- Genitori & figli - Agitare bene prima dell'uso, dirigida per Giovanni Veronesi
- Happy Family, dirigida per Gabriele Salvatores
- Io, loro e Lara, dirigida per Carlo Verdone

### Millor productor
- Simone Bachini i Giorgio Diritti (Arancia Film amb Rai Cinema) - L'uomo che verrà
- Csc, Rai Cinema - Dieci inverni
- Andrea Occhipinti - La prima linea
- Domenico Procacci (Fandango) per le produzioni dell'anno
- Riccardo Tozzi, Marco Chimenz, Giovanni Stabilini (Cattleya) amb Rai Cinema - La nostra vita

### Millor argument
- Carlo Verdone, Francesca Marciano i Pasquale Plastino - Io, loro e Lara
- Alessandro Angelini i Angelo Carbone - Alza la testa
- Pupi Avati - Il figlio più piccolo
- Luca Guadagnino - Io sono l'amore
- Giovanni Veronesi, Ugo Chiti i Andrea Agnello - Genitori & figli - Agitare bene prima dell'uso

### Millor guió
- Francesco Bruni, Francesco Piccolo i Paolo Virzì - La prima cosa bella
- Ivan Cotroneo, Ferzan Özpetek - Mine vaganti
- Alessandro Genovesi i Gabriele Salvatores - Happy Family
- Gabriele Muccino - Baciami ancora
- Sandro Petraglia, Stefano Rulli i Daniele Luchetti - La nostra vita

### Millor actor protagonista
- Elio Germano - La nostra vita ex aequo Christian De Sica - Il figlio più piccolo
- Sergio Castellitto - Alza la testa i Questione di punti di vista
- Valerio Mastandrea - La prima cosa bella i Good morning, Aman
- Riccardo Scamarcio - Mine vaganti i La prima linea

### Millor actriu protagonista
- Micaela Ramazzotti i Stefania Sandrelli - La prima cosa bella
- Margherita Buy - Lo spazio bianco e Matrimoni e altri disastri
- Valeria Golino - L'uomo nero
- Alba Rohrwacher - Cosa voglio di più
- Valeria Solarino - Viola di mare

### Millor actriu no protagonista
- Isabella Ragonese - La nostra vita i Due vite per caso ex aequo Lunetta Savino i Elena Sofia Ricci - Mine vaganti
- Valeria Bruni Tedeschi - Baciami ancora
- Luciana Littizzetto - Matrimoni e altri disastri
- Claudia Pandolfi - La prima cosa bella i Cosmonauta

### Millor actor no protagonista
- Ennio Fantastichini - Mine vaganti ex aequo Luca Zingaretti - Il figlio più piccolo i La nostra vita
- Pierfrancesco Favino - Baciami ancora
- Marco Giallini - Io, loro e Lara
- Marco Messeri - La prima cosa bella

### Millor fotografia
- Maurizio Calvesi - Mine vaganti
- Roberto Cimatti - L'uomo che verrà
- Claudio Collepiccolo - La nostra vita
- Nicola Pecorini - The Imaginarium of Doctor Parnassus i La prima cosa bella
- Italo Petriccione - Happy Family

### Millor vestuari
- Gabriella Pescucci - La prima cosa bella i Agora
- Antonella Cannarozzi - Io sono l'amore
- Nanà Cecchi - Christine Cristina
- Maurizio Millenotti - L'uomo nero i Tris di donne e abiti nuziali
- Lia Francesca Morandini - L'uomo che verrà

### Millor escenografia
- Giancarlo Basili - L'uomo che verrà
- Davide Bassan - Shadow
- Paolo Benvenuti i Aldo Buti - Puccini e la fanciulla
- Andrea Crisanti - Mine vaganti
- Rita Rabassini - Happy Family

### Millor muntatge
- Massimo Fiocchi - Happy Family e Lo spazio bianco
- Claudio Di Mauro - Baciami ancora
- Giorgio Diritti e Paolo Marzoni - L'uomo che verrà
- Mirco Garrone - La nostra vita
- Simone Manetti - La prima cosa bella

### Millor so en directe
- Carlo Missidenti - L'uomo che verrà ex aequo Bruno Pupparo - La nostra vita
- Mario Iaquone - La prima cosa bella
- Stefano Savino - Io, Don Giovanni
- Alessandro Zanon - Lo spazio bianco

### Millor banda sonora
- Rita Marcotulli - Basilicata coast to coast
- Alvarius e Francesco Zampaglione - Shadow
- Pasquale Catalano - Christine Cristina, La doppia ora i Mine vaganti
- Andrea Guerra - Nine
- Franco Piersanti - La nostra vita

### Millor cançó
- Sogno (música de Marco Giacomelli, Fabio Petrillo, lletra d’Ilaria Cortese, Patty Pravo) - Mine vaganti
- Angela de Checco Zalone - Cado dalle nubi
- Baciami ancora (música de Jovanotti, Saturnino Celani, Riccardo Onori, lletra de Jovanotti) - Baciami ancora
- Scusa de Gianna Nannini - Genitori & figli - Agitare bene prima dell'uso
- Sogno de Gianna Nannini - Viola di mare

### Millor pel·lícula europea
- El concert (Le Concert), dirigida per Radu Mihăileanu
- Das weiße Band, dirigida per Michael Haneke
- Un profeta (Un prophète), dirigida per Jacques Audiard
- L'escriptor (The Ghost Writer), dirigida per Roman Polański
- Welcome, dirigida per Philippe Lioret

### Millor pel·lícula extraeuropea
- Maleïts malparits (Inglourious Basterds), dirigida per Quentin Tarantino
- Zanan-e bedun-e mardan, dirigida per Shirin Neshat
- Lebanon, dirigida per Samuel Maoz
- Shutter Island, dirigida per Martin Scorsese
- Up in the Air, dirigida per Jason Reitman

### Millor pel·lícula en 3D
- Avatar, dirigida per James Cameron
- Alice in Wonderland, dirigida per Tim Burton
- Up, dirigida per Pete Docter i Bob Peterson

### Nastro de l'any
(reconeixement especial assignat a la pel·lícula que representa en el seu caràcter excepcional el "cas" artístic i productiu de l'any)
- Baarìa, dirigida per Giuseppe Tornatore

### Nastro d'argento a la carrera
- Ugo Gregoretti
- Gilles Jacob
- Ilaria Occhini
- Armando Trovajoli

### Nastro d'Argento europeu
- Vincent Lindon - Welcome
- Tilda Swinton - Io sono l'amore

### Nastro d'Argento especial
- Le quattro volte, dirigida per Michelangelo Frammartino («Pel realisme poètic i les emocions d’una pel·lícula sorprenent»)[5]

### Menció especial
- Nicola Nocella - Il figlio più piccolo (millor actor debutant)[5]
- Non è ancora domani (La pivellina), dirigida per Tizza Covi i Rainer Frimmel (per l'extraordinària actuació als festivals i mercats internacionals)[5]

### Nastro d'argento al millor doblatge
- Carlo Di Carlo
- Maura Vespini

### Nastro d'argento al millor documental
- La bocca del lupo, dirigida per Pietro Marcello
- Draquila - L'Italia che trema, dirigida per Sabina Guzzanti
- Fratelli d'Italia, dirigida per Claudio Giovannesi
- Sangue e cemento, dirigida per Thomas Torelli, Giona Messina i Arianna Dell'Arti
- Sotto il Celio azzurro, dirigida per Edoardo Winspeare

### Targa al millor documental sobre cinema
- Negli occhi, dirigida per Daniele Anzellotti i Francesco Del Grosso
- Vittorio D, dirigida per Mario Canale i Annarosa Morri
- Sorriso amaro, dirigida per Maite Carpio
- Hollywood sul Tevere, dirigida per Marco Spagnoli
- L'uomo dalla bocca storta, dirigida per Emanuele Salce i Andrea Pergolari (menció especial)

### PremiGuglielmo Biraghi
- Michele Riondino - Dieci inverni